# 臺北市立重慶國民中學
臺北市立重慶國民中學，簡稱重慶國中、慶中，此校前身是民國58年（1969年）8月1日奉中華民國教育部之命而成立「台北市立重慶女子國民中學」，最早是暫借當時位在大直的北安女中教室上課，當敦煌路教室落成之後才搬到現址。於民國80年（1991年）7月，開始男女兼收。
民國58年（1969年）8月1日「台北市立重慶女子國民中學」奉命成立，也就是此校前身，創始校長何文琴女士。成立之初，學校校舍仍在趕工興建，招收了13班新生，全部暫借北安女中教室上課。
該校設有棒球班，由王建民榮工青棒時代的教練劉明光所率領。

## 校史
- 民國58年（1969年）8月1日何文琴女士奉命成立「台北市立重慶女子國民中學」，暫借當時位在大直的「北安女中」教室上課。
- 民國59年（1970年）10月，重慶女中校本部校舍新建完工，始遷回校本部上課。
- 民國59年（1970年）8月－民國61年（1972年），忠孝國中新成立時，也借用重慶女中的4樓教室上課。直到忠孝國中校舍落成，才結束了兩校共治。
- 民國63年（1974年），交通部臺灣區高速公路工程局徵收運動場外圍；敦煌路、承德路拓寬，興建承德橋。
- 民國64年（1975年）8月，第2任校長周神妙先生繼任。中山高速公路五股-汐止高架路段破土動工。
- 民國76年（1987年）2月，第3任校長高堂忠先生接任。
- 民國80年（1991年）7月，明倫國中升格高中，停招國中生，國中生盡數移撥鄰近的百齡國中與重慶女中，重慶女中從此改名「台北市立重慶國民中學」迄今。
- 民國84年（1995年）8月1日，第4任校長吉靜嫻視事。
- 民國88年（1999年）8月，第5任校長吳秋麟經臺北市政府教育局校長遴選委員會遴選擔任此校校長。
- 民國92年（2003年）8月，第6任鄭為國校長經臺北市政府教育局校長遴選委員會遴選擔任此校校長。
- 民國99年（2010年）8月，第7任吳文中校長經臺北市政府教育局校長遴選委員會遴選擔任此校校長。
- 民國101年（2012年）8月，第8任薛仲平校長經臺北市政府教育局校長遴選委員會遴選擔任此校校長。
- 民國109年（2020年）8月，第9任林淑君 前誠正國中校長。

### 組織架構
核定總班級數24班（包括普通班18班、特教班2班、體育班3班、學習資源班1班），教師預算員額數61人、職員工人數20人(含校長、專任運動教練、職員、職工及約聘僱人員)，總計81人，下設教務處、學生事務處、總務處、輔導室、會計室、人事室，共計3處3室。

## 校訓
忠信篤敬

## 校舍面積
佔地5,900坪，教室採「目」字形建築設計；正面以宮殿式建築為主；川堂採挑高設計；運動場佔2,702坪。

## 外部連結
- 臺北市立重慶國民中學 （页面存档备份，存于）